# Adolfo Fumagalli
Adolfo Fumagalli (ur. 19 października 1828 w Inzago, zm. 3 maja 1856 we Florencji) – włoski kompozytor i pianista.

## Życiorys
Pochodził z rodziny muzyków, był bratem pianistów Dismy, Polibia i Luci. Był uczniem Gaetana Medaglii, następnie studiował w konserwatorium w Mediolanie u Antonia Angeleriego (fortepian) i Pietra Raya (teoria). Od 1847 roku koncertował we Włoszech, Francji i Belgii. Doceniano go jako wirtuoza, szczególnie za technikę gry lewą ręką. Nazywany był „Paganinim fortepianu”.
Skomponował około 100 wirtuozowskich utworów na fortepian.